# TÜMOSAN
TÜMOSAN (skrót od TÜrk MOtor SANayi ve Ticaret Anonim Şirketi) – turecki producent silników Diesla i ciągników rolniczych z siedzibą w Ankarze. Firma ta była pierwszym producentem silników w Turcji. Fabryki produkcyjne są ulokowane w miejscowości Konya na powierzchni 1 600 000 m² z 93 000 m² powierzchni zadaszonej. Zdolności produkcyjne wynoszą 75 000 silników diesla i 45 000 ciągników rocznie.

## Historia
TÜMOSAN został utworzony w 1975 roku jako przedsiębiorstwo państwowe w celu produkcji silników spalinowych i układów przeniesienia napędu. Według umowy licencyjnej zawartej z włoskim Fiatem w dniu 7 kwietnia 1977 roku, Tümosan nabył licencję na 3, 4 i 6 cylindrowe silniki wysokoprężne i 8 typów ciągników w przedziale 49-142 KM. Montownia silników i warsztat testowy zostały ukończone w 1981 roku, a linie produkcyjne bloku silnika, głowicy cylindra zostały ukończone w 1987 roku. Inwestycje linii produkcyjnych innych głównych elementów silnika, takich jak wał korbowy, wałek rozrządu tłoczyska nie zostały zakończone.
Linia montażowa ciągników rozpoczęła działalność w grudniu 1983 roku, a zakład mechaniczny produkujący przekładnię, belkę przedniej osi, poranną okładce, piasty osi i przekładni głównej ukończono w kwietniu 1986 roku. Produkcja ciągników była zawieszona między 1987 i 1992 rokiem i wznowiona w 1993 roku.
Umowa licencyjna ze spółką Fiat zakończyła się w sierpniu 1988 roku i zgodnie z umową Tümosan nadal produkuje silniki diesla i ciągniki pod własną marką.
W 2004 roku Tumosan został przejęty przez Albayrak Group w ramach prywatyzacji.
W 2006 rozpoczęto produkcję silników spełniających normę Stage 2 a w 2008 roku Stage 3a.

## Produkcja
- 3 cylindrowe silniki 50 – 85 KM[3],
- 4 cylindrowe silniki 75 – 115 KM,
- ciągniki rolnicze od 50 – 115 KM z 3- i 4- cylindrowymi silnikami.